# Bedellő
Bedellő (Izvoarele), település Romániában, Erdélyben, Fehér megyében.

## Fekvése
Torockótól délre fekvő település.

## Története
Bedellő nevét 1470-ben említette először oklevél Bedelew, Bedelw neveken.
1476-ban Bedellő 3/4 része a fennmaradt oklevelek szerint 12 jobbágy kezén volt.
1470-ben Bedele néven említették, mint a Toroczkaiak birtokát, 1474-ben Toroczkai Péter özvegyének Alárdi Dorottyának volt itt birtokrésze, aki azt eltartás fejében átengedte Batinai Kis Jánosnak, majd 1489-ben Bogáti László zálogosította el itteni ősi birtokrészét Dengelegi Pongrác János özvegyének, majd 145-ben Járai Pál özvegye Torockói Anna adta zálogba Bedellői részét Dengelei Pongrácz Mátyásnak.
1910-ben 825 lakosából 3 magyar, 822 román volt. Ebből 9 görögkatolikus, 813 görögkeleti ortodox volt.
A trianoni békeszerződés előtt Torda-Aranyos vármegye Torockói járásához tartozott.